# Franz Schiele
Franz Schiele (* 22. Dezember 1884 in Überlingen; † 16. Januar 1963) war ein deutscher Unternehmer. Er war Gründer der Schiele Industriewerke KG in Hornberg.

## Werdegang
Schiele kam als Sohn der Wirtsleute Karl und Anna Schiele, geb. Reiner, zur Welt. Er besuchte die Volks- und Mittelschule in Überlingen und absolvierte daran anschließend eine Banklehre beim Schwarzwälder Bankverein in Furtwangen. In den folgenden zehn Jahren war er in verschiedenen Stellungen im Schwarzwald und bei der Disconto-Gesellschaft in Berlin tätig. 1911 kehrte er in den Schwarzwald zurück, wo er als Prokurist arbeitete.
1912 machte er sich in Hornberg mit einem Unternehmen selbständig, in das er 1914 Eugen Bruchsaler als gleichberechtigten Partner aufnahm. Die Firma war spezialisiert auf die Fabrikation elektrotechnischer Schaltapparate, der Ausführung von Laufwerken zu Sprechmaschinen, Fahrradbeleuchtung sowie der Herstellung des hydraulischen Automobilhebers RAK. 
Nach Ende des Zweiten Weltkriegs war er Präsident der Industrie- und Handelskammer Mittelbaden.

## Ehrungen
- 1952: Verdienstkreuz am Bande der Bundesrepublik Deutschland
- 1954: Großes Verdienstkreuz der Bundesrepublik Deutschland
- Ernennung zum Kommerzienrat
- Ehrenbürger der Stadt Hornberg
- Benennung einer Straße in Hornberg